# Гниличка
Гниличка — річка в Україні, у Тернопільському районі Тернопільської області, ліва притока Самчику (басейн Дністра).

## Опис
Довжина річки приблизно 9  км. Висота витоку над рівнем моря — 342 м, висота гирла — 295 м, падіння річки — 47 м, похил річки — 5,23 м/км. Формується з багатьох безіменних струмків та 3 водойм.

## Розташування
Бере початок на південній стороні від села Плиска. Тече переважно на південний схід через села Гнилиці та Гнилички. На східній околиці села Козярі впадає в річку Самчик, праву притоку Збруча.